# Ігало (футбольний клуб)

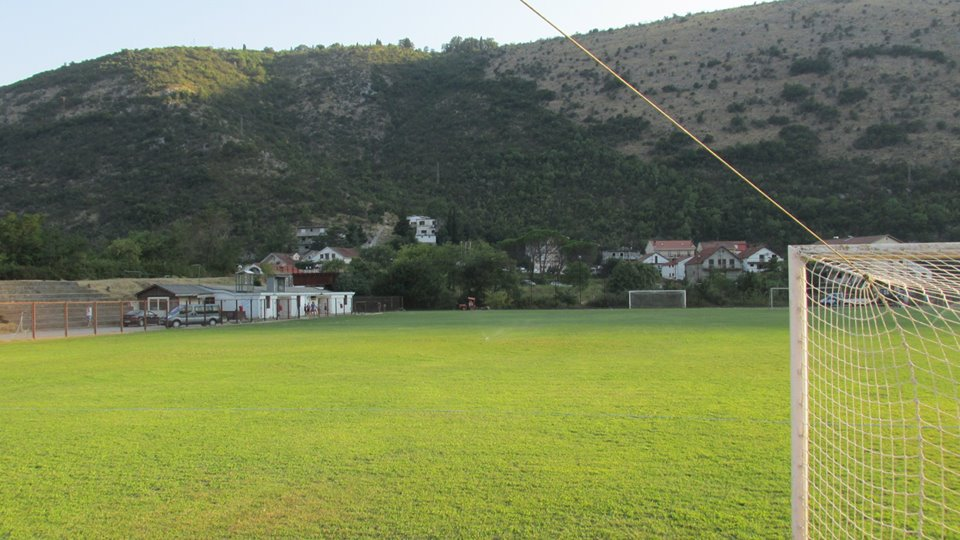
Стадіон «Соліла»

Футбольний клуб «Ігало 1929» або просто «Ігало» (серб. Фудбалски клуб Игало 1929) — професіональний чорногорський футбольний клуб з однойменного міста в муніципалітеті Херцег-Новий. Заснований 1929 року, виступає в Третій лізі Чорногорії.

## Історія
Заснований 1929 році під назвою «Помор'є», один з найстаріших футбольних клубів в муніципалітеті Херцег-Новий. До 1970-х років виступав у найнижчому дивізіоні чемпіонату Югославії, у групі «Південь» Четвертої ліги. Перший титул чемпіона Четвертої ліги клуб виграв у сезоні 1975/76 років. Завдяки цьому успіху вони вперше в історії вийшли до Республіканської ліги Чорногорії, в якій вони провели більшу частину часу до здобуття Чорногорією незалежності (2006).
У сезоні 1987/88 років «Ігало» здобув срібні нагороди в Республіканської ліги Чорногорії та перейшов до нещодавно створеної Третьої ліги Югославії. На загальнонаціональному рівні виступали протягом одного сезону, новий же успіх припадає на сезон 1995/96 років. У вище вказаному сезоні «Ігало» здобув титул чемпіона Республіканської ліги Чорногорії та вперше в історії вийшов до Другої ліги Югославії. У цьому ж сезоні «Іґало» оформив дубль, вигравши Республіканський кубок Чорногорії. Команда провела один сезон у Другій лізі (1996/97) й фінішувала в нижній частині таблиці.
Після здобуття незалежності «Ігало» виступав у складі Третьої ліги Чорногорії, до сезону 2010/11 років. У вище вказаному сезоні клуб здобув путівку до Другої ліги Чорногорії. До цього часу ФК «Ігало» вже входив до числа постійних учасників Другої ліги, а найбільший успіх в історії клубу припав на сезон 2014/15 років. Після того, як команда зайняла третє місце у Другій лізі, «Ігало» зіграв у плей-оф Першої ліги проти «Морнара». Програвши в першому матчі з рахунком 0:2, «Іґало» несподівано виграв другий з аналогічним результатом (2:0), але в серії післяматчевих пенальті втратив шанси на вихід у Першу лігу.

### Кубок Мімози
З 1973 року щороку в лютому ФК «Ігало» проводить традиційний Кубок Мімози, який приймав численні відомі команди, такі як «Будучност», «Хайдук», «Партизан», «Црвена Звезда», Желєзнічар, «Люцерн» та інші. Це найстаріший футбольний турнір на чорногорському узбережжі. Усі ігри проходять на стадіоні «Соліла».

## Досягнення
- Кубок Чорногорії
  -  Фіналіст (1): 2017/18

- Третя ліга Чорногорії
  -  Чемпіон (2): 2010/11, 2019/20

- Чорногорська республіканська ліга
  -  Чемпіон (1): 1995/96

- Чорногорська четверта ліга
  -  Чемпіон (8): 1975/76, 1977/78, 1982/83, 1992/93, 1994/95, 1999/00, 2002/03, 2004/05

- Чорногорський республіканський кубок
  -  Володар (1): 1995/96

## Статистика виступів
| Сезон                | Ліга                                            | Дивізіон | Місце |
| СР Югославія         |                                                 |          |       |
| 1999/00              | Чорногорська регіональна ліга – група «Південь» | IV       | 1     |
| 2000/01              | Чорногорська ліга                               | III      | ?     |
| 2001/02              | Чорногорська ліга                               | III      | 16    |
| 2002/03              | Чорногорська регіональна ліга – група «Південь» | IV       | 1     |
| Сербія та Чорногорія |                                                 |          |       |
| 2003/04              | Чорногорська ліга                               | III      | 13    |
| 2004/05              | Чорногорська регіональна ліга – група «Південь» | IV       | 1     |
| 2005/06              | Чорногорська регіональна ліга – група «Південь» | IV       | ?     |
| Чорногорія           |                                                 |          |       |
| 2006/07              | Чорногорська регіональна ліга – група «Південь» | III      | 3     |
| 2007/08              | Третя ліга – група «Південь»                    | III      | 3     |
| 2008/09              | Третя ліга – група «Південь»                    | III      | 4     |
| 2009/10              | Третя ліга – група «Південь»                    | III      | 3     |
| 2010/11              | Третя ліга – група «Південь»                    | III      | 1     |
| 2011/12              | Друга ліга                                      | II       | 6     |
| 2012/13              | Друга ліга                                      | II       | 5     |
| 2013/14              | Друга ліга                                      | II       | 9     |
| 2014/15              | Друга ліга                                      | II       | 3     |
| 2015/16              | Друга ліга                                      | II       | 9     |
| 2016/17              | Друга ліга                                      | II       | 8     |
| 2017/18              | Друга ліга                                      | II       | 8     |
| 2018/19              | Друга ліга                                      | II       | 9     |
| 2019/20              | Третя ліга – група «Південь»                    | III      | 1     |
| 2020/21              | Друга ліга                                      | II       | ?     |

- За результатами референдуму про незалежність, який відбувся 21 травня 2006 року, було оголошено про розформування федерації Чорногорії з Сербією (Сербія та Чорногорія). Тому після завершення сезону 2005/06 років усі чорногорські команди вийшли з чемпіонатів Сербії та Чорногорії, а з нового сезону 2006/07 років  «Ігало» приєднався до Третьої ліги Чорногорії.

## Стадіон
«Ігало» проводить свої домашні матчі на стадіоні «Солілі». До середини 90-х років футбольне поле в Ігало відповідало рівню аматорських полів, зокрема як і сусідні стадіони «Опачиця» або «Бієла». Але з переходом команди до Другої ліги Югославії на старому майданчику побудували новий стадіон з однією терасою та численними полями навколо основного майданчика. У зимові місяці, завдяки хорошому клімату та розміщенню, стадіон використовується для товариських матчів, турнірів, тренувань та підготовки багатьох футбольних команд з регіону (Чорногорія, Сербія, Північна Македонія, Албанія, Косово, Боснія і Герцеговина та Хорватія). 

## Відомі вихованці
- Янко Симович

## Відомі тренери
- Ігор Райчевич (2021–)
- Марко Відоєвич (2020–2021)
- Миодраг Раданович (2020)
- Крсто Перович (2019–2020)
- Душан Єврич (2017–2019)
- Браян Ненежич (2006–2017)
- Марок Відоєвич (2016)
- Решад Пепич (2015)
- Ігор Райчевич (2015)
- Петар Гушич (2014–2015)
- Младен Милинкович (2014)
- Владимир Гачинович (2013)
- Михайло Вуячич (2011–2013)
- Деян Перович (2009–2011)